# Georgette Schéfer
Pour les articles homonymes, voir Schefer.
 (octobre 2012).
Catherine Isaure Louise Georgette Schéfer, née Bachellery le 31 octobre 1845 à Paris et morte le 16 décembre 1914 dans la même ville, est une pédagogue française du XIXe siècle, spécialisée dans l’éducation domestique.

## Biographie
Fille de Joséphine Bordaz (1803-1872), directrice d'institution d'enseignement et de Félix Bachellery (1795-1864) artiste peintre, elle est la dernière d’une famille de six enfants. Elle se marie le 20 septembre 1873 à Gaston Schéfer (1850-1921). 
Inspecteur des écoles et officier de l’instruction publique, membre du Cercle de la Librairie, au cours de sa vie, elle publie de nombreux manuels d’éducation domestique. Ceux-ci sont sans cesse réédités et améliorés[réf. nécessaire]. Elle leur doit sans doute[non neutre] sa médaille d’officier de l’instruction publique. 
Ces manuels étaient destinés aux professeurs des écoles, créés après une réforme nationale ayant pour but l’uniformisation de l’enseignement dans les écoles.

## Œuvres
Méthode de coupe et d’assemblage
Le but de ce livre est de rendre accessible à toutes la fabrication de vêtements. Il est à fois destiné aux enseignantes, aux élèves, et aux ménagères. Il faut noter que ce livre ne s’arrête pas sur le vestiaire masculin. Il concerne : les enfants, la layette, et les femmes. Les modèles proposés sont aussi bien des vêtements de dessus que de dessous. Les pièces d’une extrême complexité comme les corsets féminins ne figurent pas dans cet ouvrage (destiné principalement pour rappel à des fillettes de 7 à 12 ans).
L’unité de référence utilisée par le livre est le centimètre, seule son abréviation « cent. » pour de nos jours « cm », change. 
- La coupe

Globalement, ce livre propose des recettes plus que des méthodes de patronage. Il n’est pas nécessaire de comprendre la méthode pour l’utiliser. L’utilisatrice créé le patron à ses propres mesures en suivant les indications données. La méthode utilisée consiste en des formes géométriques simples créées à partir des mesures du corps ainsi que des proportions de celui-ci (coupe à plat). Cette méthode est encore largement utilisée et enseignée de nos jours. Le moulage et la transformation n’y sont pas abordés. Tous les vêtements sont à réaliser sur mesures, excepté la layette qui est réalisée avant la naissance de l’enfant (un tableau de mesure est proposé). Il est demandé à l’utilisatrice de prendre les mesures sur des vêtements existants, par conséquent la notion d’aisance est également absente de cet ouvrage.
- L’assemblage

Il est question de points manuels et une machine à coudre n’est pas nécessaire à la réalisation de ces modèles. Le livre liste de façon détaillée le matériel demandé pour chaque vêtement, ainsi que les étapes de fabrication. Des conseils d’ordre esthétiques sont aussi donnés. Les points manuels ne sont pas expliqués. 